# Singularity (Zvezdna vrata SG-1)
Singularity je naslov epizode znanstveno-fantastične serije Zvezdna vrata, v kateri ekipa SG-1 odpotuje skozi zvezdna vrata na planet P8X987, kjer namerava opazovati in preučiti črno luknjo. Ob pristanku ugotovijo, da so za neznano boleznijo pomrli vsi prebivalci, razen deklice Cassandre. Daniel in Carterjeva deklico odpeljeta na Zemljo. Carterjeva se z deklico zbliža in je zato še toliko bolj presenečena, ko ugotovi, da Cassandrino srce obdaja hladna železna naprava.